# Grübelsberg (Thüringer Wald)
Der Grübelsberg ist ein 443,7 m ü. NN m hoher Berg bei Waltershausen, er markiert die Grenze zwischen dem Landkreis Gotha und dem Wartburgkreis in Thüringen.
Der Grübelsberg ist eine etwa 2,5 km lange und maximal 600 m breite Erhebung, sie markiert zugleich den südöstlichsten Punkt der Gemeinde Hörselberg-Hainich, und liegt zum überwiegenden Teil in der Flur des Ortsteils Sondra.  
Auch die Nachbarorte Langenhain (ein Stadtteil von Walterhausen), Bad Tabarz und Waltershausen mit den Ortsteilen Fischbach und Schwarzhausen besitzen anteilig Flurstücke am Grübelsberg.  
Der Berg war seit dem Mittelalter gerodet, zwei Wüstungen lagen in unmittelbarer Nähe. Der Berg wird auf der Ostseite landwirtschaftlich genutzt, die Westseite ist seit Jahrhunderten bewaldet und gehörte zum Wangenheimer Forstbesitz. Im Norden geht der Berg unmerklich in den Dachsberg über, der ebenfalls zwischen den Landkreisen geteilt ist. An der Südseite des Grübelsberges verläuft die Bundesstraße 88 nach Friedrichroda.